# نورثفیلد (مینه‌سوتا)
نورثفیلد (به انگلیسی: Northfield) شهری در شهرستان رایس ایالت مینه‌سوتا در کشور ایالات متحده آمریکا است که جمعیت آن در سرشماری سال ۲۰۱۰ میلادی، ۲۰۰۰۷ نفر بوده‌است.